# Myrmecaelurus venalis
Myrmecaelurus venalis is een insect uit de familie van de mierenleeuwen (Myrmeleontidae), die tot de orde netvleugeligen (Neuroptera) behoort. 
Myrmecaelurus venalis is voor het eerst wetenschappelijk beschreven door Navás in 1926.